# السوق الفورية
السوق الفورية (بالإنجليزية: Spot market)‏ هو السوق الذي يتم فيه شراء وبيع المنتجات والخدمات بأسعار فورية وعلى الفور، دون أي تأجيل أو تسليف. يمكن القول أنها الصفقات الفورية التي تتم بين البائع والمشتري على الفور، حيث يتم تحديد سعر الصرف في نفس اليوم، وتتم الصفقة بعد تأكيد الطرفين على السعر.

## تداول
تتم تداول الأوراق المالية (أي الأدوات المالية) والسلع على البورصة باستخدام تحديد السعر الحالي للسوق، ويمكن تغييره أحيانًا.

## خارج البورصة
في سوق OTC، أي خارج البورصة، تعتمد المعاملات على العقود التي تتم بشكل مباشر بين طرفين ولا تخضع لقواعد البورصة. يتم الاتفاق على شروط العقد بين الطرفين ويمكن أن تكون غير قياسية، ومن المحتمل أن لا يتم نشر السعر.